# Чемпіонат Німеччини з хокею 2013—2014
Чемпіонат Німеччини з хокею 2014 — 97-й чемпіонат Німеччини з хокею, чемпіоном став Інгольштадт.

## Регулярний сезон
| М   | Команда                 | І  | В  | ВО | ВБ | ПО | ПБ | П  | Ш       | О   |
| --- | ----------------------- | -- | -- | -- | -- | -- | -- | -- | ------- | --- |
| 1.  | Гамбург Фрізерс         | 52 | 30 | 3  | 0  | 5  | 1  | 13 | 162:116 | 102 |
| 2.  | Крефельдські Пінгвіни   | 52 | 29 | 1  | 2  | 2  | 0  | 18 | 169:136 | 95  |
| 3.  | Томас Сабо Айс Тайгерс  | 52 | 24 | 2  | 4  | 3  | 4  | 15 | 182:152 | 91  |
| 4.  | Адлер Мангейм           | 52 | 26 | 1  | 3  | 2  | 2  | 18 | 148:123 | 90  |
| 5.  | Кельнер Гайє            | 52 | 23 | 2  | 5  | 3  | 3  | 16 | 147:118 | 89  |
| 6.  | Грізлі Адамс Вольфсбург | 52 | 25 | 4  | 1  | 2  | 1  | 19 | 151:125 | 88  |
| 7.  | Ред Булл                | 52 | 21 | 3  | 4  | 1  | 3  | 20 | 167:155 | 81  |
| 8.  | Айсберен Берлін         | 52 | 20 | 3  | 5  | 0  | 4  | 20 | 152:152 | 80  |
| 9.  | Інгольштадт             | 52 | 21 | 3  | 0  | 4  | 2  | 22 | 138:149 | 75  |
| 10. | Ізерлон Рустерс         | 52 | 19 | 4  | 2  | 2  | 3  | 22 | 147:149 | 74  |
| 11. | Аугсбург Пантерс        | 52 | 18 | 2  | 3  | 1  | 4  | 24 | 147:179 | 69  |
| 12. | Штраубінг Тайгерс       | 52 | 17 | 2  | 1  | 3  | 6  | 23 | 136:153 | 63  |
| 13. | Швеннінгер Вайлд Вінгс  | 52 | 12 | 0  | 5  | 2  | 3  | 30 | 136:190 | 51  |
| 14. | Дюссельдорф ЕГ          | 52 | 10 | 1  | 3  | 1  | 2  | 35 | 101:186 | 41  |

Скорочення: М = підсумкове місце, І = ігри, В = перемоги, ВО = перемога в овертаймі, ВБ = перемога по булітах, ПО = поразки в овертаймі, ПБ = поразки по булітах, П = поразки,  Ш = закинуті та пропущені шайби, О = набрані очки
Згідно з регламентом, за перемогу — 3 очки, за перемогу в овертаймі та по булітах — 2 очки, поразка в овертаймі та по булітах — 1 очко, поразка — 0 очок.

## Бомбардири

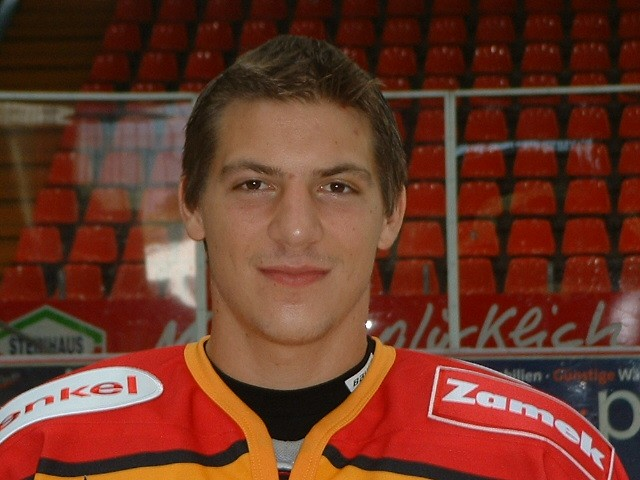
Гравець атаки: Патрік Раймер

| Гравець          | Клуб                   | І  | Г  | П  | О  |
| ---------------- | ---------------------- | -- | -- | -- | -- |
| Адам Курчайн     | Крефельдські Пінгвіни  | 51 | 29 | 45 | 74 |
| Стівен Райнпрехт | Томас Сабо Айс Тайгерс | 49 | 27 | 43 | 70 |
| Кевін Кларк      | Крефельдські Пінгвіни  | 51 | 30 | 38 | 68 |
| Патрік Раймер    | Томас Сабо Айс Тайгерс | 50 | 33 | 32 | 65 |
| Блейн Даун       | Штраубінг Тайгерс      | 48 | 26 | 25 | 51 |

## Воротар

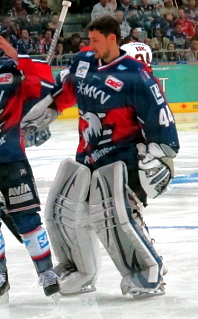
Воротар Денніс Ендрас, на рахунку якого 7 шатаутів

Найкращим воротарем став голкіпер Себастьян Фогль з команди Грізлі Адамс Вольфсбург.

## Кваліфікація
- Айсберен Берлін — Інгольштадт серія 1:2 1:0, 1:4, 2:3 ОТ
- Ізерлон Рустерс — Ред Булл серія 2:1 3:5, 3:2, 4:1

## Плей-оф

### Чвертьфінали
- Крефельдські Пінгвіни — Інгольштадт серія 1:4 5:0 (2:0, 3:0, 0:0), 1:5 (0:2, 0:2, 1:1), 2:3 ОТ (2:1, 0:1, 0:0), 2:5 (0:4, 1:1, 1:0), 4:5 (3:1, 0:3, 1:1)
- Адлер Мангейм — Кельнер Гайє серія 1:4 0:1 (0:0, 0:1, 0:0), 2:3 ОТ (0:0, 1:2, 1:0), 2:1 ОТ (0:1, 1:0, 0:0), 1:2 (0:0, 1:2, 0:0), 1:2 (1:1, 0:1, 0:0)
- Томас Сабо Айс Тайгерс — Грізлі Адамс Вольфсбург серія 2:4 1:4 (0:2, 0:1, 1:1), 0:4 (0:3, 0:1, 0:0), 5:2 (0:0, 1:0, 4:2), 4:5 ОТ (1:1, 1:2, 2:1), 6:2 (1:1, 4:1, 1:0), 3:8 (2:3, 1:2, 0:3)
- Гамбург Фрізерс — Ізерлон Рустерс серія 4:2 4:1 (2:0, 1:0, 1:1), 0:3 (0:2, 0:0, 0:1), 3:4 (0:1, 2:2, 1:1), 4:0 (1:0, 1:0, 2:0), 3:1 (0:0, 1:1, 2:0), 1:0 (0:0, 1:0, 0:0)

### Півфінали
- Гамбург Фрізерс — Інгольштадт серія 2:4 1:3 (0:1, 1:1, 0:1), 0:5 (0:0, 0:2, 0:3), 2:1 (1:1, 1:0, 0:0), 2:5 (1:0, 1:2, 0:3), 2:0 (1:0, 0:0, 1:0), 3:5 (1:2, 1:1, 1:2)
- Кельнер Гайє — Грізлі Адамс Вольфсбург серія 4:1 1:4 (0:0, 0:2, 1:2), 4:1 (1:1, 2:0, 1:0), 3:0 (0:0, 1:0, 2:0), 3:2 (1:2, 1:0, 1:0), 2:1 ОТ (0:0, 1:0, 0:1)

### Фінал
- Кельнер Гайє — Інгольштадт серія 3:4 4:2 (0:0, 3:2, 1:0), 3:1 (2:1, 0:0, 1:0), 1:4 (1:1, 0:1, 0:2), 1:4 (0:1, 1:1, 0:2), 3:4 ОТ (2:0, 1:2, 0:1), 1:0 ОТ (0:0, 0:0, 0:0), 0:2 (0:0, 0:1, 0:1)